# 폴론나루와 왕국
폴론나루와 왕국(싱할라어: පොළොන්නරුව රාජධානිය)은 1070년부터 1232년까지 스리랑카 섬 전역으로 영토를 확장한 싱할라 왕국이었다. 이 왕국은 파라크라마바후 대왕의 치세 동안 해외로 영향력을 확대하기 시작했다.
이 왕국은 판디아국에서 내전에 개입한 이후 판디아 나두에 영향을 미쳤다. 이 전쟁 동안 판디아 나두는 폴론나루와군과 판디아 왕조의 비라 판디아 왕이 통치하는 국가로 장악되었다. 톤디와 파시와 같은 촐라 제국의 조공국들은 폴론나루와 군과 비라 판디아 왕의 군사 통치하에 놓였다. 1182년까지 라메스와람은 싱할라와 비라 판디아 연합의 통치하에 있었다. 이들 지역에서는 카하파나 화폐가 주조되었다. 판디아 나두에 영향을 미치는 동안 건설 사업이 수행되었다. 그러나 초기 승리 직후, 비라 판디아 군대와 폴론나루와 군대는 촐라 제국에 의해 패배하고 판디아 나두, 톤디, 파시, 라메스와람에 대한 통제권을 잃었다.  쿨로퉁가 3세의 4년차(기원후 1182년) 티루콜람부두르의 촐라 기록에 따르면 "싱할라 병사들은 코를 잘리고 바다로 돌진했다. 비라 판디아 자신도 후퇴를 강요받았다. 마두라 시는 점령되어 비크라마 판디아에게 넘겨졌다." 그리하여 전쟁은 1170년대 어느 시점에 촐라 제국에게 유리하게 끝났다.
파라크라마바후와 같은 왕들의 통치 하에 누렸던 번영에도 불구하고, 폴론나루와 왕국의 판디아 왕조와 칼링가 혈통 사이의 파벌주의에 왕실이 휘말리면서 영토적, 정치적 불안정은 반복적으로 발생했다. 이로 인해 왕실 군대는 자신들이 선호하는 권력 주장자를 지지할 기회를 얻었고, 아야스만타와 로키사라와 같은 장군들은 반복적으로 왕위를 차지하고 꼭두각시 통치자를 세웠다. 릴라바티 여왕의 격동적인 통치는 이러한 현상의 대표적인 예로, 그녀는 다양한 장군들의 지지하에 세 번이나 권력을 잡았다. 이 심화되는 권력 투쟁은 왕국을 쇠퇴하게 만들었으며, 이는 판디아 왕조와 북쪽의 촐라 제국의 반복적인 개입과 습격으로 분명히 드러났다.
1212년, 수도는 판디아의 도움을 받아 권력을 잡은 경쟁자 파라크라마 판디안에게 점령되었다. 불과 3년 후, 오디샤주의 동강가 왕조 혈통임을 분명히 나타내는 칭호를 가진 칼링가 마가는 인도 칼링가, 현대 케랄라주 및 다밀라 (타밀나두) 지역에서 온 병사 및 용병의 도움을 받아 왕국을 침공하여 이전 통치자를 사로잡았다.  폴론나루와 왕국 정복 후, 그는 수도를 바니 숲으로 더 잘 보호되는 자프나 반도로 옮기고 현대 인도 타밀나두주의 탄자부르 촐라 제국의 조공을 바치는 종속국으로 통치했다. 마하밤사에 묘사된 바와 같이, 폴론나루와는 약탈당하고 인구는 학살당했으며, 이 지역이 겪은 광범위한 황폐화는 남부로의 대규모 이주를 촉발하여 1500년 동안 지속된 라자라타 분지 문명을 종식시켰다.
마가가 왕궁을 점령한 후, 이전 왕국의 다양한 군벌과 귀족들이 연합하여 북부의 적들과 싸우기 위해 여러 지역에 요새를 세웠다. 이는 결국 담바데니야의 비자야바후 3세가 이끌게 되었고, 그는 경쟁 군주와 마가의 영향력을 진압함으로써 마야라타를 중앙집권화하고 1232년에 담바데니야 왕국을 세웠으며, 이는 스리랑카 역사에서 과도기의 시작을 알렸다.

## 역사

### 촐라 제국의 정복 (993년~1070년)

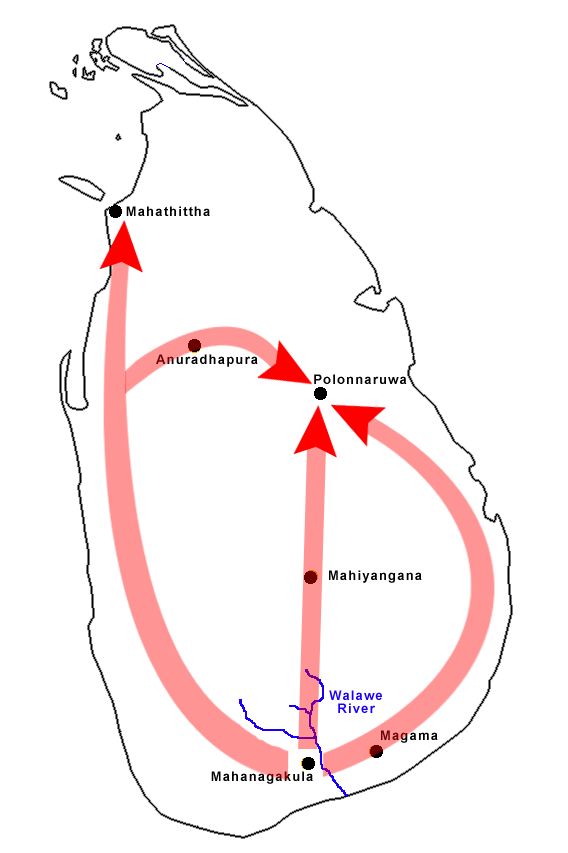
비자야바후 1세는 폴론나루와를 공격하기 위해 세 개의 군대를 보냈다. 하나는 서부 해안을 따라 마하티타와 폴론나루와로, 다른 하나는 동쪽에서 마하가마를 가로질러, 세 번째이자 주력군은 마히양가나를 가로질러 파견되었다.

촐라 제국이 라자라타에 대한 부분적인 통일은 초기 약탈 시기 이후에 성공했다. 촐라 진영을 더 영구적인 군사 거점으로 전환하기 위해 폴론나루와와 무역항 마하티타에 시바교 사원이 건설되었다. 촐라 제국은 특히 상인과 장인에게 세금을 부과하기도 했다. 1014년 라자라자 1세가 사망하고 그의 아들 라젠드라 촐라 1세가 뒤를 이었는데, 그는 아마도 그의 가문에서 가장 공격적인 왕이었을 것이다. 촐라 제국의 습격은 라자라타에서 남쪽 로하나로 감행되었다. 재위 5년째에 라젠드라는 섬 전체를 완전히 정복했다고 주장했다. 그리하여 로하나의 남동부 지방을 포함한 아누라다푸라 전체가 촐라 제국에 편입되었다. 싱할라 연대기 마하밤사에 따르면, 아누라다푸라의 정복은 싱할라 군주 마힌다 5세 재위 36년째, 즉 약 1017년~18년에 완료되었다. 그러나 촐라 제국은 남부 스리랑카에 대한 통제권을 실제로 통합한 적이 없었다. 그리하여 라젠드라 치하에서 스리랑카에 대한 촐라 제국의 약탈적 확장은 점차 수익이 감소하는 지점에 도달하기 시작했다. 쿨라밤사 및 카란다이 비문에 따르면, 라젠드라 촐라는 대규모 군대를 이끌고 아누라다푸라로 진격하여 마힌다 5세의 왕관, 왕비, 딸, 막대한 재물, 그리고 왕 자신을 포로로 인도에 데려갔고, 마힌다 5세는 그곳에서 1029년에 유배 생활 중 사망했다. 마힌다 5세의 죽음 이후 싱할라 왕조는 비자야바후 1세가 북부에 싱할라 왕국을 재건할 때까지 로하나에서 계속 통치했다. 마힌다 5세의 뒤를 이은 왕은 그의 아들 카샤파 6세(1029년~1040년)였다.

### 폴론나루와 시대 (1055년~1232년)

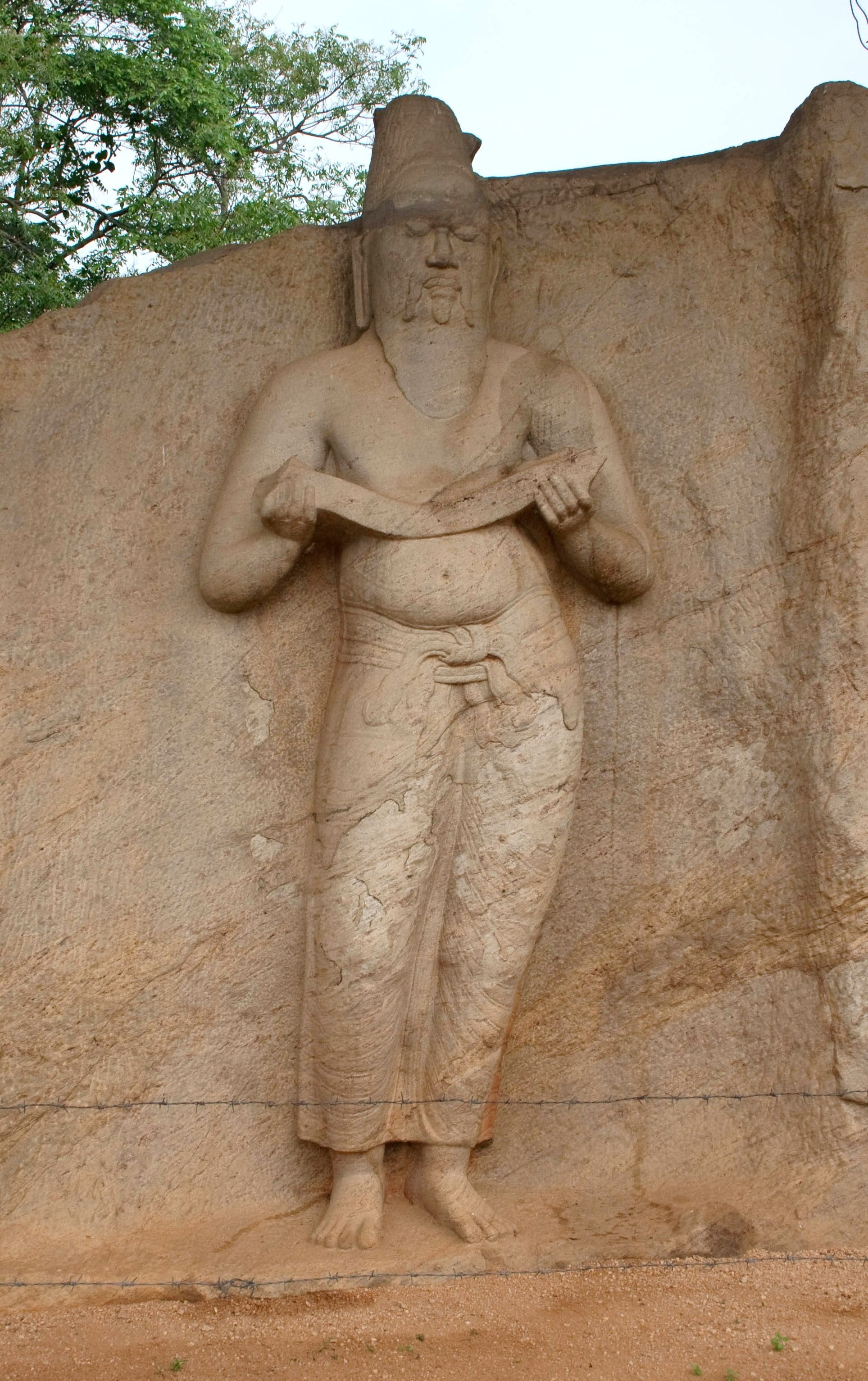
전통적으로 대 파라크라마바후의 것으로 여겨지는 동상

오랜 해방 전쟁 이후 비자야바후 1세는 촐라 제국의 결의가 점차 약해지자 스리랑카에서 촐라 제국을 성공적으로 축출했다. 비자야바후는 통일된 "국민" 군대가 없음에도 불구하고 전략적 이점을 가지고 있었다. 장기 소모전은 촐라 제국보다 싱할라에게 더 큰 이득이었다. 비라라젠드라 촐라(1063년~1069년)가 촐라 왕위에 오르자, 촐라 제국은 스리랑카뿐만 아니라 반도 인도에서도 데칸의 찰루키아의 공격으로 인해 점차 방어적인 태도를 취했다. 비자야바후는 남부 스리랑카에 확고한 기지를 마침내 구축할 수 있었을 때, 아누라다푸라와 폴론나루와에 대한 성공적인 양면 공격을 감행했다. 아누라다푸라는 빠르게 함락되었고, 폴론나루와는 고립된 촐라군에 대한 오랜 포위 공격 끝에 점령되었다. 비라라젠드라 촐라는 북부의 정착지를 탈환하고 로하나로 다시 공격을 감행하여 완전한 패배를 막기 위해 본토에서 원정대를 파견해야 했다. 수익성 있는 침략과 점령으로 시작되었던 것이 이제는 북부에 발판을 유지하기 위한 절박한 시도로 악화되고 있었다. 일련의 추가적인 결정적이지 않은 충돌 끝에 점령은 마침내 촐라 제국의 철수로 끝났다. 1070년 비자야바후 1세 하에 싱할라 주권이 회복되자, 그는 한 세기 이상 만에 처음으로 국가를 재통일했다.
람바칸나 2세 왕가의 후손이거나 적어도 그 후손임을 주장했던 비자야바후 1세(1055년~1110년)는 1055년 아누라다푸라에서 스스로 왕위에 올랐지만, 더 중심지에 위치하고 격동적인 로하나 주를 통제하기 훨씬 쉬웠기 때문에 폴론나루와를 수도로 계속 삼았다. 촐라 제국의 통치에 대한 장기적인 저항을 이끈 것 외에도, 비자야바후 1세는 전쟁 후 행정 및 경제 재건에 탁월함을 입증했으며, 섬의 관개망 복구 및 국내 불교 부흥에 착수했다. 촐라 제국 통치 기간 동안 불교는 국가에서 심각한 피해를 입었으며, 이때는 시바교 힌두교가 우선시되었다. 이 시기 종교와 사회에 대한 힌두교의 영향은 폴론나루와 왕국의 카스트 태도의 경화를 초래하기도 했다. 폴론나루와 왕국의 경제, 사회 구조, 예술 및 건축은 아누라다푸라 시대의 연속이자 발전이었다. 국내 및 해외 무역은 주로 농업 경제에만 의존하는 것보다 왕국을 더욱 번영하게 만들었다. 스리랑카에서 건조된 항해 선박들은 중화인민공화국까지 항해한 것으로 알려져 있으며, 일부는 심지어 미얀마로 병력 수송선으로 사용되었을 수도 있다. 그러나 외부 무역에 사용된 선박들은 대부분 외국에서 건조된 것이었다. 섬이 중요한 국제 무역 중심지로서의 중요성은 많은 외국 상인들을 끌어들였는데, 그 중 가장 두드러진 것은 아랍 상인들의 후손이었다. 남인도에도 이러한 아랍 상인들의 정착지가 있었고, 그들은 국가의 대외 무역에 지배적인 영향을 미치게 되었지만, 결코 독점적인 것은 아니었다.
비자야바후 1세의 사망 후, 계승 분쟁은 촐라 제국의 정복에서 회복을 위협했다. 그의 후계자들은 권력을 통합하지 못하고 왕국을 내전의 시기로 몰아넣었으며, 이로부터 밀접한 왕족이었던 파라크라마바후 1세(1153년~1186년)가 부상했다. 파라크라마바후 1세는 섬을 통제하고 붓다의 치아와 발우 유물을 획득함으로써 비자야바후의 상속자로서 자신의 인정을 확보했는데, 이 유물은 스리랑카에서 왕실 권위의 정당성에 필수적인 것이 되었다.
폴론나루와 시대에는 싱할라족이 수세기 동안 관개 기술에 대한 경험을 가지고 있었기 때문에, 폴론나루와 왕들, 특히 대 파라크라마바후는 당시 거대한 관개 프로젝트의 특별한 요구사항을 충족시키기 위해 이러한 기술을 연마하는 데 독자적인 공헌을 했다. 스리랑카의 관개망은 대 파라크라마바후의 통치 기간 동안 광범위하게 확장되었다. 그는 1470개의 저수지를 건설했으며(스리랑카 역사상 어떤 통치자보다 많은 수), 165개의 댐, 3910개의 운하, 163개의 주요 저수지, 2376개의 소형 저수지를 수리했다. 그의 가장 유명한 건설은 중세 스리랑카의 최대 관개 프로젝트인 파라크라마 사무드라이다. 섬의 정치적 통일을 재확립한 파라크라마바후는 섬 내, 특히 분리주의적 경향이 뿌리 깊은 정치적 전통이었던 로하나에서 분리주의 경향을 엄격하게 통제하는 비자야바후의 정책을 계속 이어나갔다. 파라크라마바후는 1160년에 로하나가 자치권 상실을 쉽게 받아들이지 않았기 때문에 거대한 반란에 직면했다. 1168년에는 라자라타에서도 반란이 일어났다. 둘 다 큰 잔혹성으로 진압되었고, 이전 자치권의 모든 흔적은 의도적으로 제거되었다. 이제 특수주의는 아누라다푸라 시대보다 훨씬 덜 용인되었다. 그러나 폴론나루와에서 권위의 이러한 새로운 과도한 중앙집중화는 미래에 싱할라족에게 불리하게 작용할 것이며, 그 결과 국가는 결국 큰 대가를 치르게 될 것이다.
파라크라마바후의 통치는 두 가지 주요 군사 작전으로 기억된다. 하나는 판디아 왕위 계승 전쟁의 일환으로 남인도에서 벌어진 것이고, 다른 하나는 스리랑카에 대한 다양한 모욕으로 여겨지는 라만나(미얀마) 왕들에 대한 징벌적 공격이었다. 파라크라마바후 1세는 고대 스리랑카의 마지막 위대한 왕이었다. 그의 통치는 스리랑카가 국력의 정점에 달했던 시기로 여겨진다. 파라크라마바후에게는 아들이 없었기 때문에 그의 사망 시 왕위 계승 문제가 복잡해졌다. 계승 위기 속에서 외국 왕조의 후손인 닛상카 말라가 칼링가의 왕자임을 주장하며 파라크라마바후 자신이 자신을 후계자로 선택하고 훈련시켰다고 주장하며 왕위에 올랐다. 그는 또한 파라크라마바후의 사위 또는 조카였다.

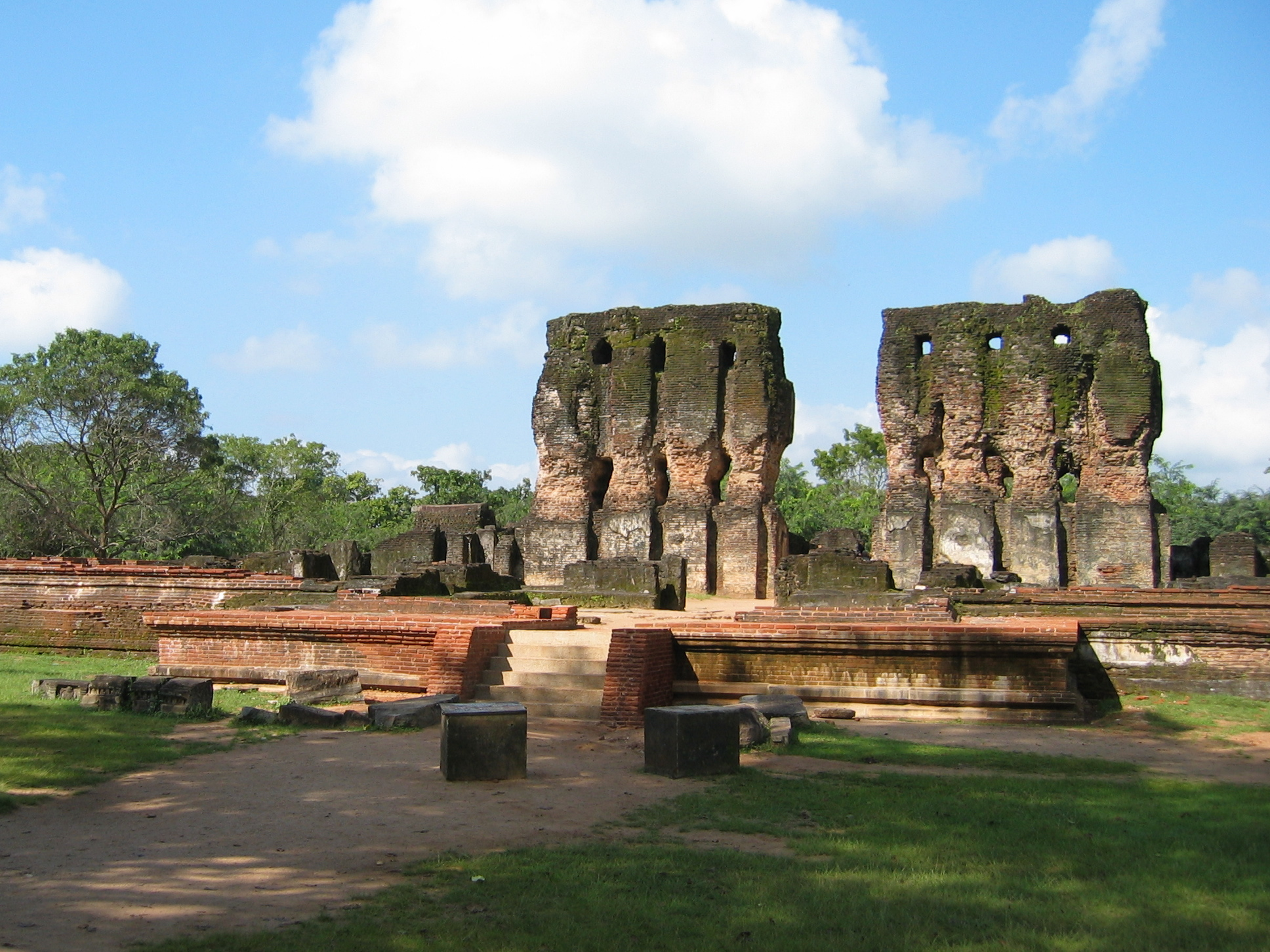
폴론나루와에 있는 파라크라마바후 왕궁 유적

닛상카 말라(1187년~1196년)는 칼링가 가문의 첫 군주이자 파라크라마바후 이후 섬 전체를 통치한 유일한 폴론나루와 군주였다. 그의 통치는 건조 지대의 수리 문명이 급속하고 치명적으로 붕괴되기 전까지 짧은 10년 동안 국가에 질서와 안정기를 가져다주었다. 그의 죽음과 함께 정치적 불화가 다시 시작되었고, 이제는 왕조 간의 분쟁으로 더욱 복잡해졌다. 그와 그의 전임자인 비자야바후, 파라크라마바후는 국가 건설에 많은 것을 이루었지만, 특히 파라크라마바후의 두드러진 자제력 부족과 야심적이고 모험적인 외교 정책, 그리고 공공 사업 프로젝트에 대한 국가 자원의 값비싼 유용은 국가의 힘을 약화시키고 갑작스럽고 완전한 붕괴에 기여했다.
칼링가 가문은 권력을 유지했지만, 이는 국내 영향력 있는 파벌의 지원이 있어야만 가능했다. 그들의 생존은 그들에게 반대하는 파벌들이 정치적으로 실현 가능한 주장을 가진 왕위 계승자를 내놓거나, 일단 권력을 잡으면 충분한 내구성을 가질 수 없었기 때문에 가능했으며, 따라서 칼링가 가문의 왕위 장악은 본질적으로 불안정했다. 세 차례에 걸쳐 파라크라마바후의 왕비인 릴라바티는 절망 끝에 왕위에 올랐다. 파벌 투쟁과 정치적 불안정은 남인도에서 약탈을 일삼는 모험가들의 관심을 끌었고, 결국 파괴적인 약탈 작전이 칼링가 마가(1215년~1236년)의 지휘 아래 절정에 달했으며, 그는 이전에 통치했던 친척을 통해 왕국의 상속권을 주장했다.
편협한 힌두교도인 마가는 불교도를 박해하고 사원을 약탈했으며 싱할라족의 땅을 그의 추종자들에게 나누어 주었다. 그의 통치 우선순위는 땅에서 최대한 많은 것을 추출하고 라자라타의 전통을 최대한 많이 뒤엎는 것이었다. 그의 통치 기간 동안 싱할라인은 그의 권력에서 벗어나기 위해 스리랑카 남서부와 산악 지대로 대규모 이주를 했다. 마가의 21년간의 통치와 그 여파는 섬 역사에 새로운 정치 질서를 창출하는 분수령이 되었다. 1255년 그의 사망 후 폴론나루와는 수도로서의 기능을 잃었고, 스리랑카는 점차 국력이 쇠퇴하여 그 이후로는 두 명, 때로는 세 명의 통치자가 동시에 존재했다. 코테의 파라크라마바후 6세(1411년~1466년)는 이 시기 이후 섬 전체를 통제한 유일한 싱할라 군주였다. 전통적인 싱할라 왕국의 위치인 라자라타와 이전에 자치적이었던 하위 지역인 루후누라타는 버려졌다. 폴론나루와 왕국의 몰락의 결과로 두 개의 새로운 정치 권력 중심지가 부상했다.
반복되는 남인도 침략에 직면하여 싱할라 군주와 민족은 주로 안전을 추구하며 습한 지역의 언덕으로 점점 더 남쪽으로 후퇴했다. 수도는 버려지고 비자야바후 3세에 의해 담바데니야로 옮겨져 싱할라 왕국의 담바데니야 시대가 시작되었다. 두 번째 정치 중심지는 섬 북부에서 부상했는데, 이전 인도 침략에서 온 타밀 정착민들이 자프나 반도와 바니를 점령했다. 침략군에 속한 많은 타밀인 병사들과 용병들은 동포들과 함께 인도로 돌아가는 대신 그들과 합류했다. 13세기에는 타밀족도 바니에서 거의 전적으로 자프나 반도로 철수하여 독립적인 타밀 왕국이 세워졌다.

## 왕국

### 농업
파라크라마바후 1세 시대부터 관개에 큰 관심이 있었다. 그는 다음과 같이 명령했다:
비 한 방울도 인간에게 유용하지 않고 바다로 흘러가지 않게 하라.

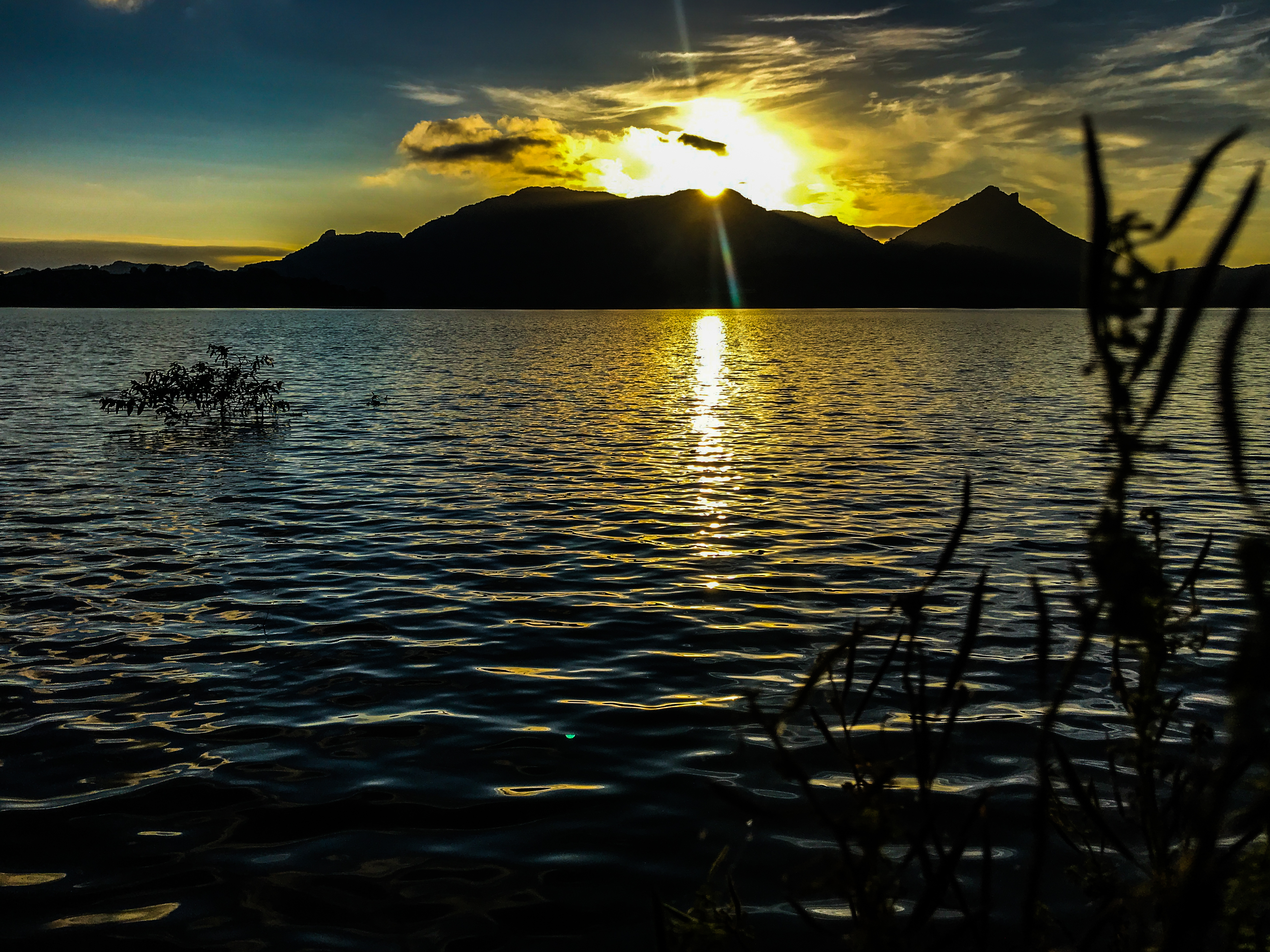
파라크라마 사무드라

이를 위해 대규모 저수지가 건설되었다. 그의 대표적인 업적 중 일부는 파라크라마 사무드라와 기리탈레 저수지이다. 이러한 업적은 아누라다푸라 시대에 존재했던 것을 능가했다. 이 시기에는 이전에 건설된 댐들이 대대적으로 보수되었다.

### 인구 통계
싱할라인이 대다수를 차지했으며, 싱할라어가 공통어였다. 캄보디아에서 온 정착민들이 기록되어 있으며, 크메르족은 캄보자바살라(Kambojavâsaĺa)라는 지역에 정착했다. 크메르 문자는 마하밤사의 크메르 문자 버전과 같은 팔리 문헌을 작성하는 데 사용되었다.

### 무역
대부분의 무역은 공국의 주요 항구인 칼피티야, 할라아바타(칠라) 및 콜롬보를 통해 이루어졌다.

#### 주화

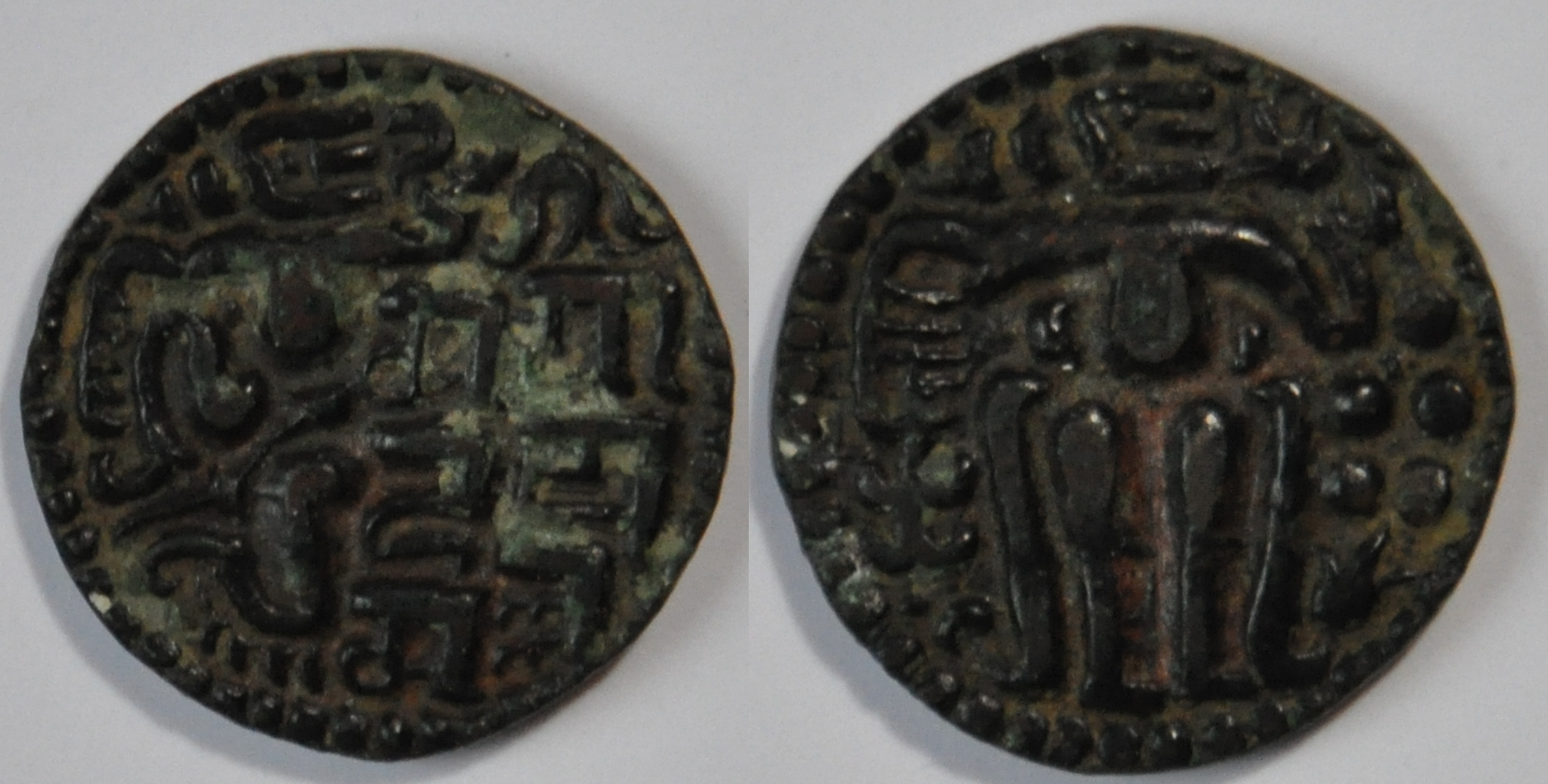

대부분 구리로 만들어진 주화는 통치자의 모습을 본떴다. 금화도 왕국 내에 존재하고 사용되었지만, 파라크라마바후 1세의 말기에 대부분 사라졌다. 이는 경제 위기 때문일 수 있다. 폴론나루와의 주화는 촐라 왕국의 라자라자 1세의 주화와 매우 유사하다는 점에 주목할 필요가 있다.
이 시기에 중국 왕조와의 무역이 활발했으며, 송나라의 주화가 폴론나루와 전역에서 발견되었다.
한편, 판디아국에서는 카하파나 화폐가 사용되었다.

### 기술과 건축물
고대 싱할라 문명은 기술적으로 진보했다. 폴론나루와의 관개 기술은 아누라다푸라 시대와 매우 유사했지만 훨씬 더 발전했다.
제임스 에머슨 테넌트(James Emerson Tennent)는 다음과 같이 썼다:
그들은 세상 어떤 민족보다 뛰어난 능력을 얻었다.

파라크라마 사무드라와 같은 대형 댐부터 인공 바다에 이르는 신성한 건축물은 항상 첨단 기술을 필요로 했으며 독특한 방식으로 건설되었다.

#### 바테다게

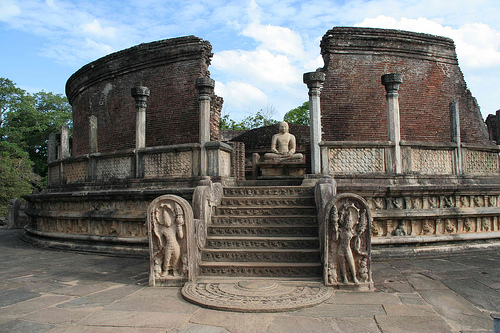
바타다게

바타다게는 아누라다푸라 시대부터 건설되었지만, 폴론나루와 시대에 절정을 이루었다. 폴론나루와 바타다게는 모든 바타다게 중 "궁극의 창조물"로 여겨진다. 바타다게는 작은 스투파를 보호하기 위해 건설되었다. 이 건축물은 정교한 석조 조각으로 장식된 두 개의 석조 플랫폼을 가지고 있다. 아래쪽 플랫폼은 북쪽을 향한 단일 입구를 통해 들어가고, 두 번째 플랫폼은 네 방위를 향한 네 개의 출입구를 통해 접근할 수 있다. 벽돌 벽으로 둘러싸인 위쪽 플랫폼에는 스투파가 있다. 네 개의 불상들이 그 주위에 앉아 있으며, 각각 입구 중 하나를 향하고 있다. 세 개의 동심원 형태의 석조 기둥들도 이곳에 배치되었는데, 아마도 나무 지붕을 지지하기 위한 것이었을 것이다. 전체 구조는 석조 조각으로 장식되어 있다. 폴론나루와 바타다게의 일부 조각들, 예를 들어 산다카다 파하나(sandakada pahanas)는 그러한 건축적 특징의 최고의 예시로 여겨진다. 일부 고고학자들은 그것이 나무 지붕도 가지고 있었다고 제안했지만, 이 이론은 다른 사람들에 의해 논란이 되고 있다.

#### 닛상카 말라의 통치
하타다게와 닛상카 라타 만다파야는 닛상카 말라(1187년~1197년)에 의해 유물을 보관하기 위해 지어졌다. 붓다의 치아 유물과 붓다가 사용했던 발우 등 여러 유물이 하타다게에 보관되어 있었다고 한다. 라자벨리야, 푸자벨리야, 갈포타 비문 등 여러 역사적 자료에서 60시간 만에 지어졌다고 언급하고 있다. 싱할라어 단어 하타(Hata)는 60을 의미하고 다게(Dage)는 유물 사원을 의미하므로, 이 업적을 기념하기 위해 하타다게라고 명명되었을 가능성이 있다. 또 다른 설은 60개의 유물을 보관했기 때문에 그렇게 이름 붙여졌다는 것이다.

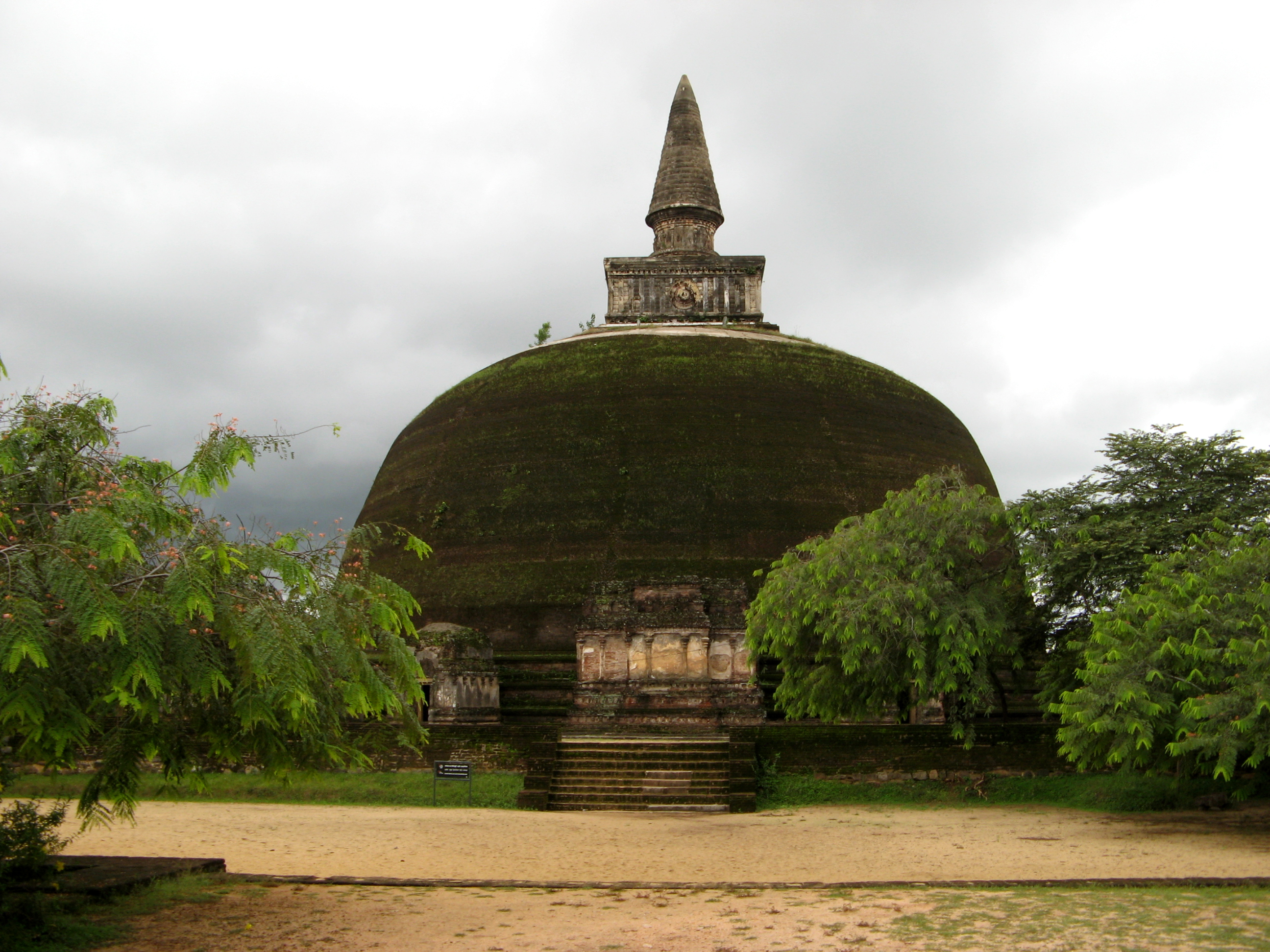
닛상카 말라가 지은 란코트 비하라

닛상카 말라는 많은 건축물을 지었음에도 불구하고, 그의 주된 의도는 파라크라마바후 1세의 업적을 뛰어넘는 것이었다. 그는 또한 자신의 동상을 세웠다.

## 군사 (1153년~1186년)
파라크라마바후는 왕국의 군대를 조직했다. 주로 다른 불교 민족들로 구성된 보조군이 있었다.

### 지상군
파라크라마바후의 폴론나루와 지상군에는 여러 병과가 있었다. 쿨라밤사(Culawamsa)에 따르면 1140년대 라자라타의 첫 전투 이전에 병력이 100,000명에 달했을 수도 있다고 한다. 판디아 전쟁 당시의 병력은 언급되지 않았지만, 역시 많았을 것으로 추정된다. 지상군은 란카푸라 단다나타가 이끄는 주력군과 주로 소수 민족으로 구성된 보조군으로 나눌 수 있었다.

#### 육군
초기 파라크라마바후의 군대는 락카가 이끌었다. 파라크라마바후는 루후나 분리주의 세력과 싸우는 락카를 지원하기 위해 다른 중요한 장군들을 파견했다.

#### 보조군
보조 부대는 여러 차례 싱할라 군대를 지원하는 데 사용되었다. 이 부대는 주로 불교 소수 민족과 부족민으로 구성되었다.

### 해군
최초의 해군은 1165년에 조직되었다. 이는 미얀마 침공에 사용되었다.

## 몰락
칼링가 로케슈바라가 사망한 후, 그의 아들 비라 바후 1세가 권력을 잡았다. 그러나 그는 군사령관 타부루 세나비라트에 의해 살해되었다. 군사 정권 시기 이후 비크라마바후 1세가 즉위했으나, 그는 칼링가 로케슈바라의 조카인 초다가나가에 의해 암살되었다. 군부는 다시 쿠데타를 조직하여 초다가나를 체포했다. 군부는 더욱 지배적인 지위를 차지하여 왕정을 전복시켰고, 그 결과 아니캉가는 촐라 제국에 지원을 요청했다. 군대가 파견되었고 아니캉가는 왕위에 올랐다. 3개월 된 폴론나루와의 다르마소카는 폴론나루와 왕실 군대 사령관과 함께 학살되었다.
군부가 다시 권력을 장악했고, 릴라바티가 왕위에 올랐다. 그녀는 군사 지휘관 로키사라에게 쫓겨났다. 로키사라 군대의 라이벌이었던 왕실 군대가 그를 죽였다.

### 릴라바티의 약탈
판디아 왕조의 파라크라마 판디안 2세가 폴론나루와를 침공하여 릴라바티는 망명할 수밖에 없었다. 파라크라마 판디안 2세는 왕위에 올라 기원 1212년부터 1215년까지 통치했다. 그는 침략자 칼링가 마가에 의해 쫓겨났고, 칼링가 마가는 그 후에 자프나 왕국을 건국했다. 칼링가 마가는 21년 동안 통치했으며, 1236년 남쪽에서 온 침략에 의해 폴론나루와에서 축출되었다.

### 계승
폴론나루와에서 칼링가 마가를 물리치고 추방한 후 비자야바후 3세는 수도를 담바데니야로 옮겼다. 그는 스리 상가 보 가문을 창건했다.

## 종교
불교는 폴론나루와 시대에도 주요 종교였다. 군주들은 시암, 미얀마, 캄푸치아의 테라와다 불교 왕들과 종교 보석 및 기타 고가품을 교환하는 것을 즐겼다. 불교 왕들이 집권하기 전에는 촐라 제국으로 인해 힌두교의 강한 영향이 있었다. 이는 폴론나루와 문스톤에서 소 모양이 제거된 것과 폴론나루와에 시바 사원이 존재했던 것에서 분명히 드러난다. 촐라 제국 통치 이후, 많은 비하라(Vihara)는 비자야바후 1세와 그의 후계자 파라크라마바후 1세에 의해 재건되었다.

### 불교
폴론나루와 왕국에서 주로 신봉된 불교 형태는 정통 불교 학파였다. 미얀마의 종교 개혁 이후, 그곳의 많은 승려들이 폴론나루와 승려들과 뜻을 같이했다.

### 캄보디아로의 전파
크메르 왕 자야바르만 7세는 아들 타말린다를 폴론나루와로 보내 팔리 경전 전통에 따라 불교 승려로 서품받고 테라와다 불교를 공부하게 했다. 타말린다는 이후 앙코르로 돌아와 자신이 받은 테라와다 훈련에 따라 불교 전통을 전파하여 수세기 동안 앙코르 전역에 존재했던 오랜 테라와다의 존재를 활성화시켰다.

## 갤러리

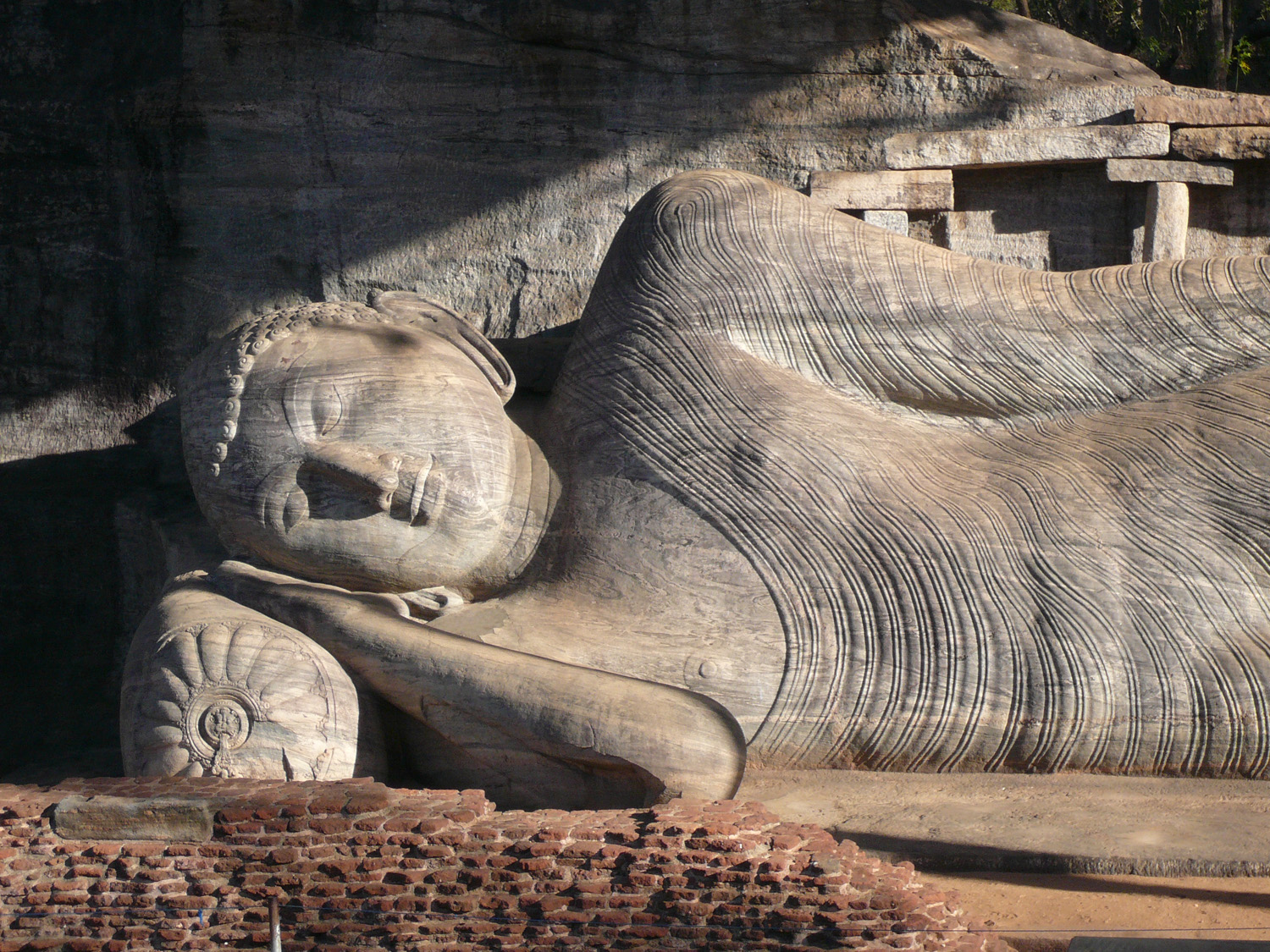
갈 비하라의 불상
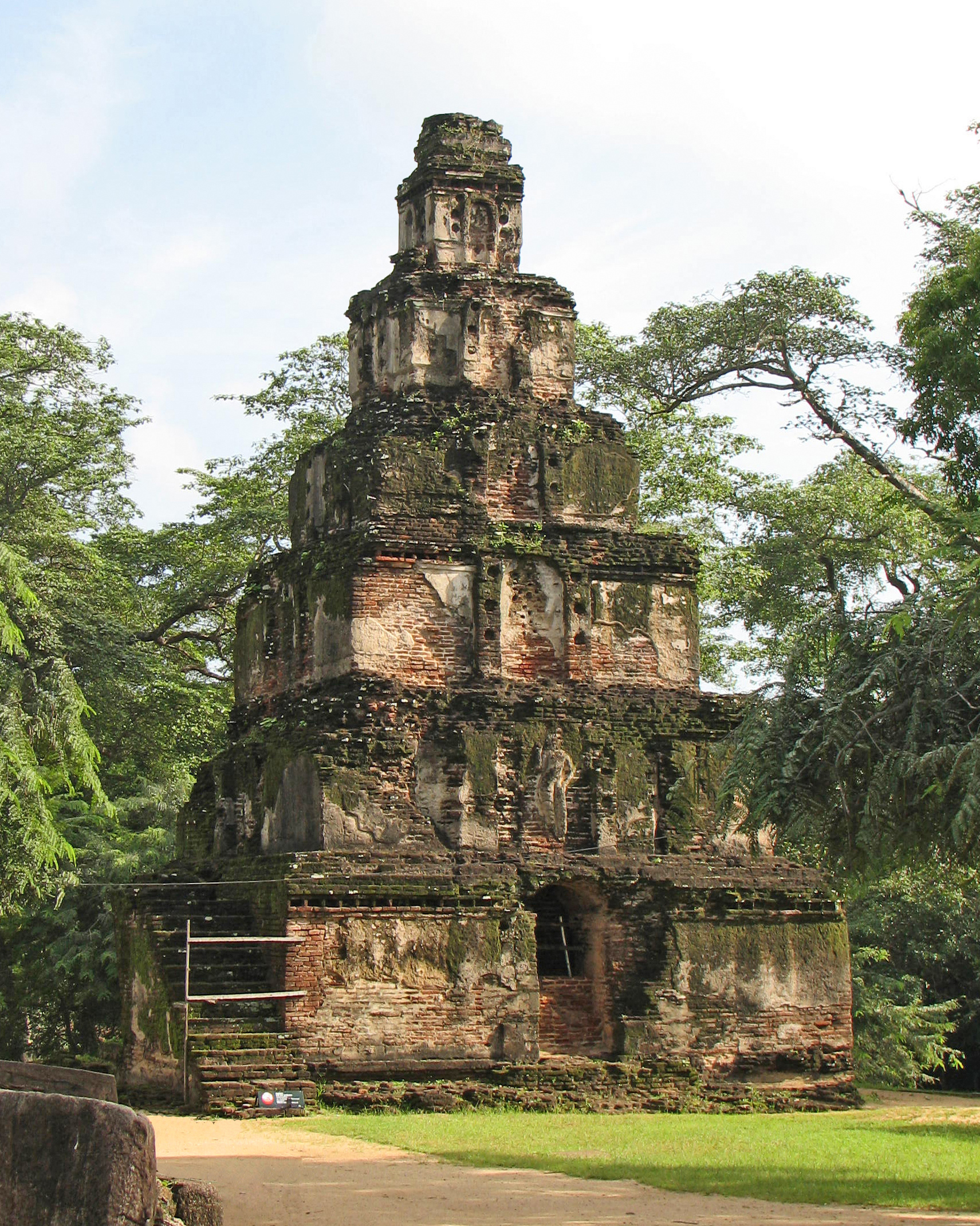
7층 사트마할 프라사다
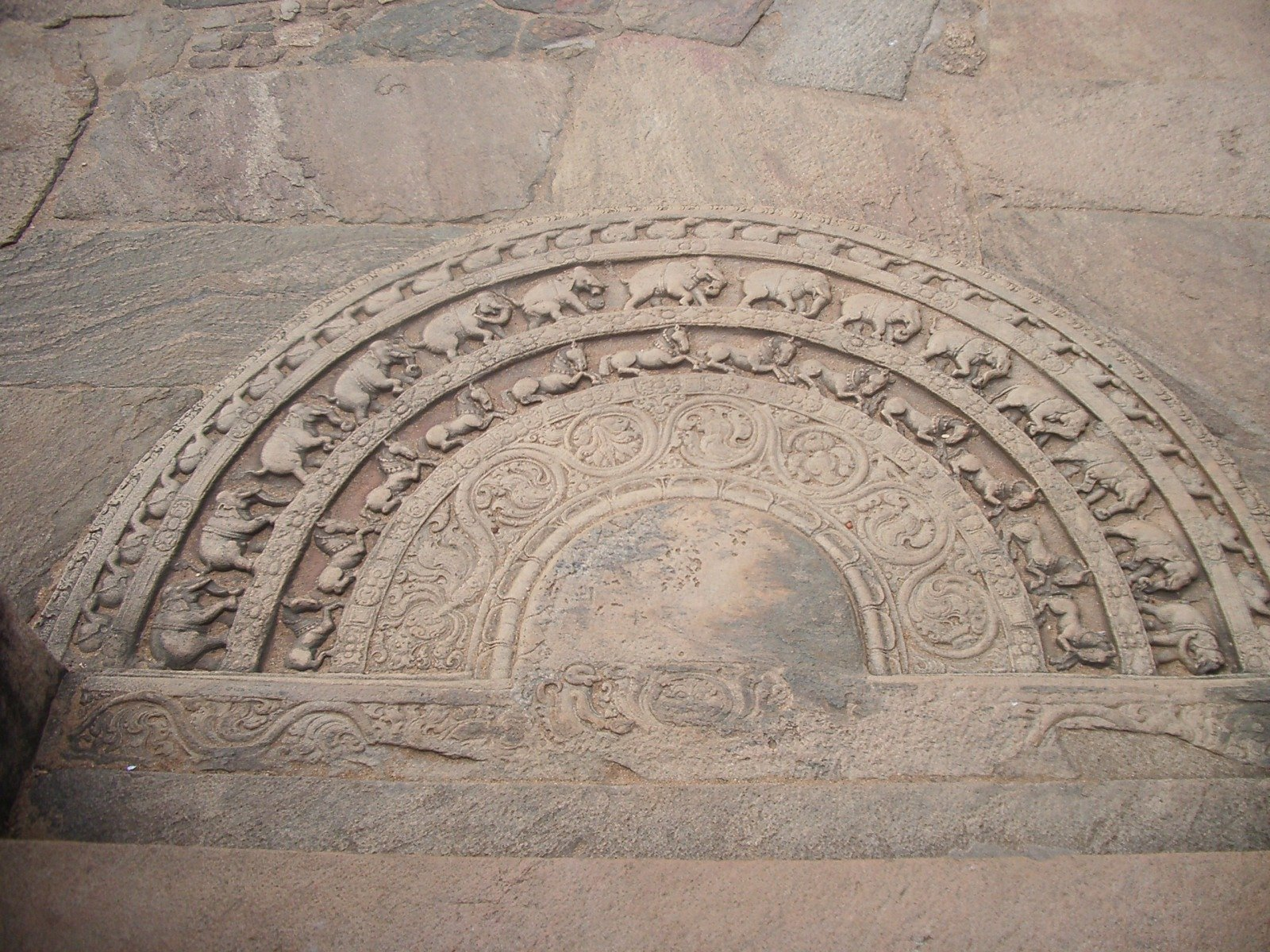
폴론나루와의 문스톤
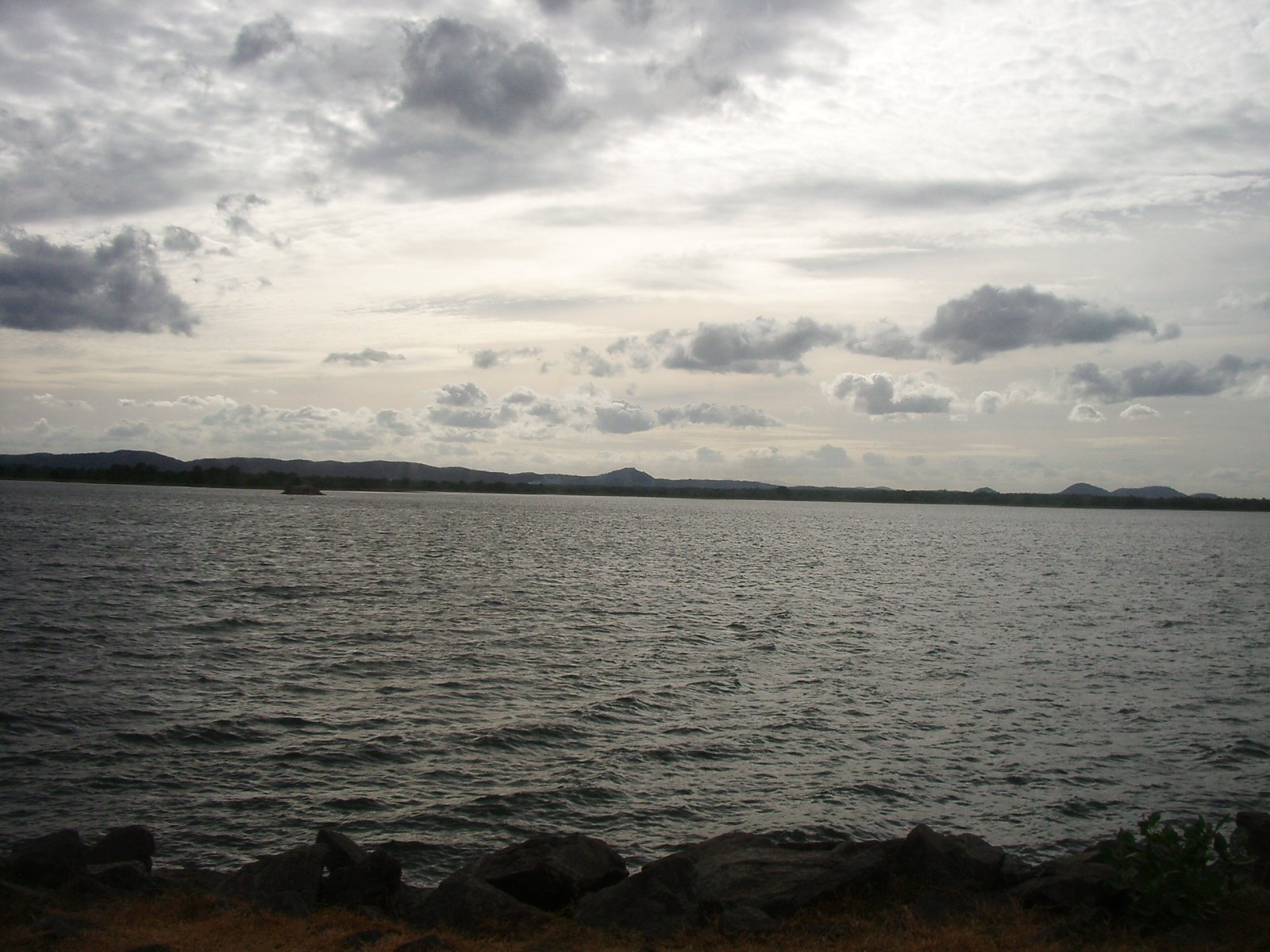
파라크라마바후 1세가 건설한 파라크라마 사무드라
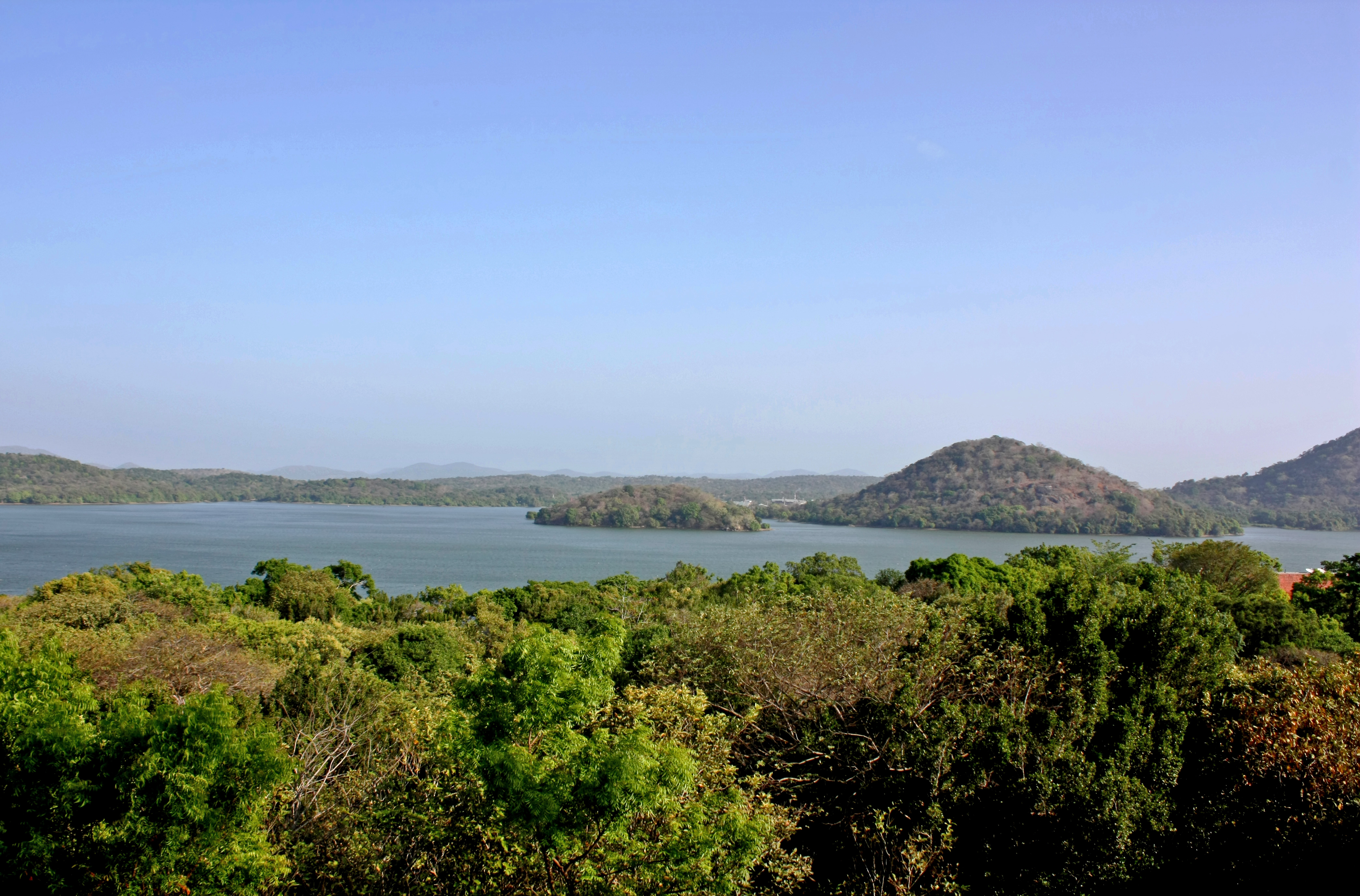
기리탈레 저수지는 폴론나루와 시대에 스리랑카에서 가장 깊은 저수지였다.
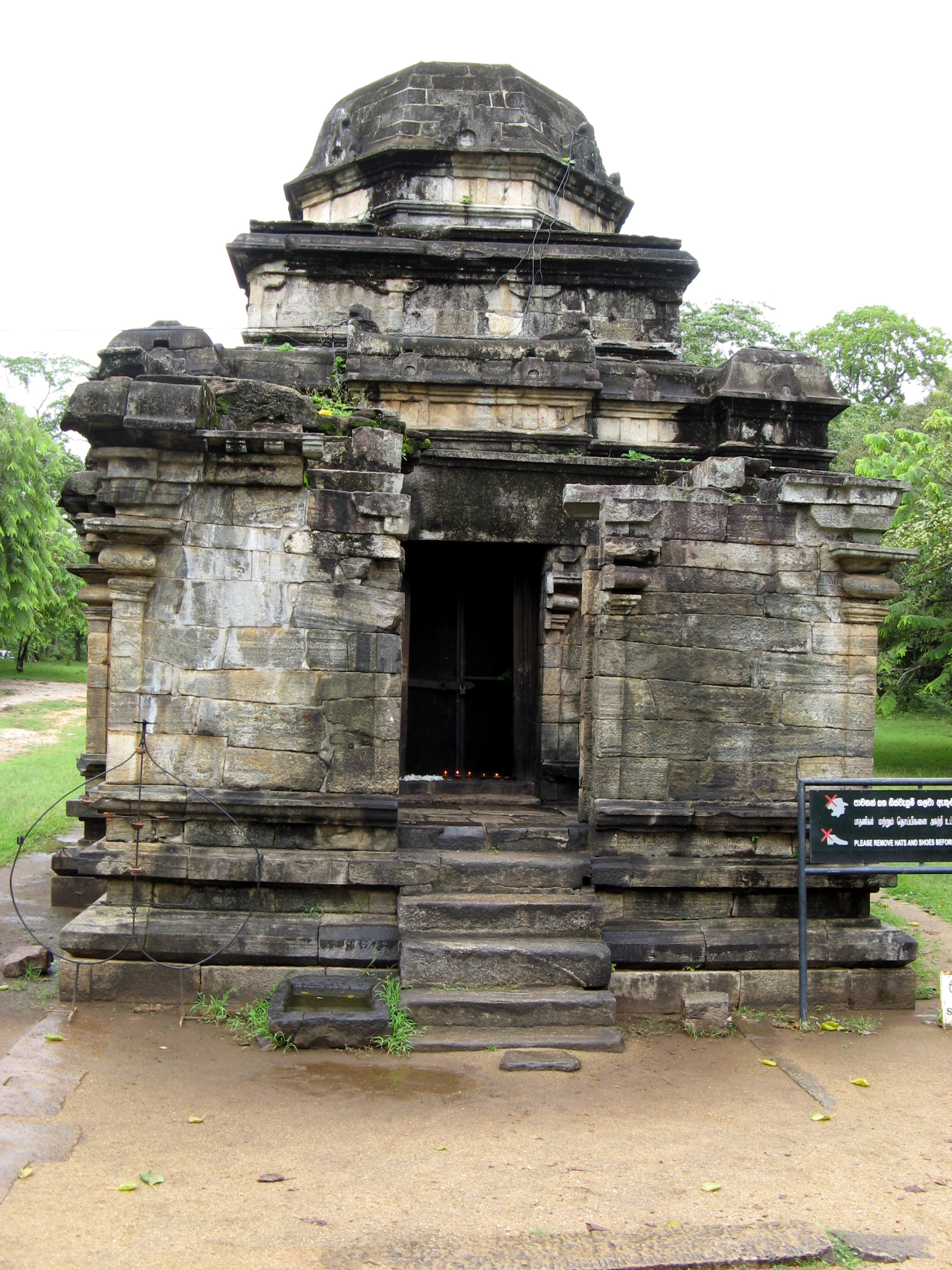
스리랑카의 촐라 통치 초기부터 존재했던 폴론나루와의 시바 데발라.
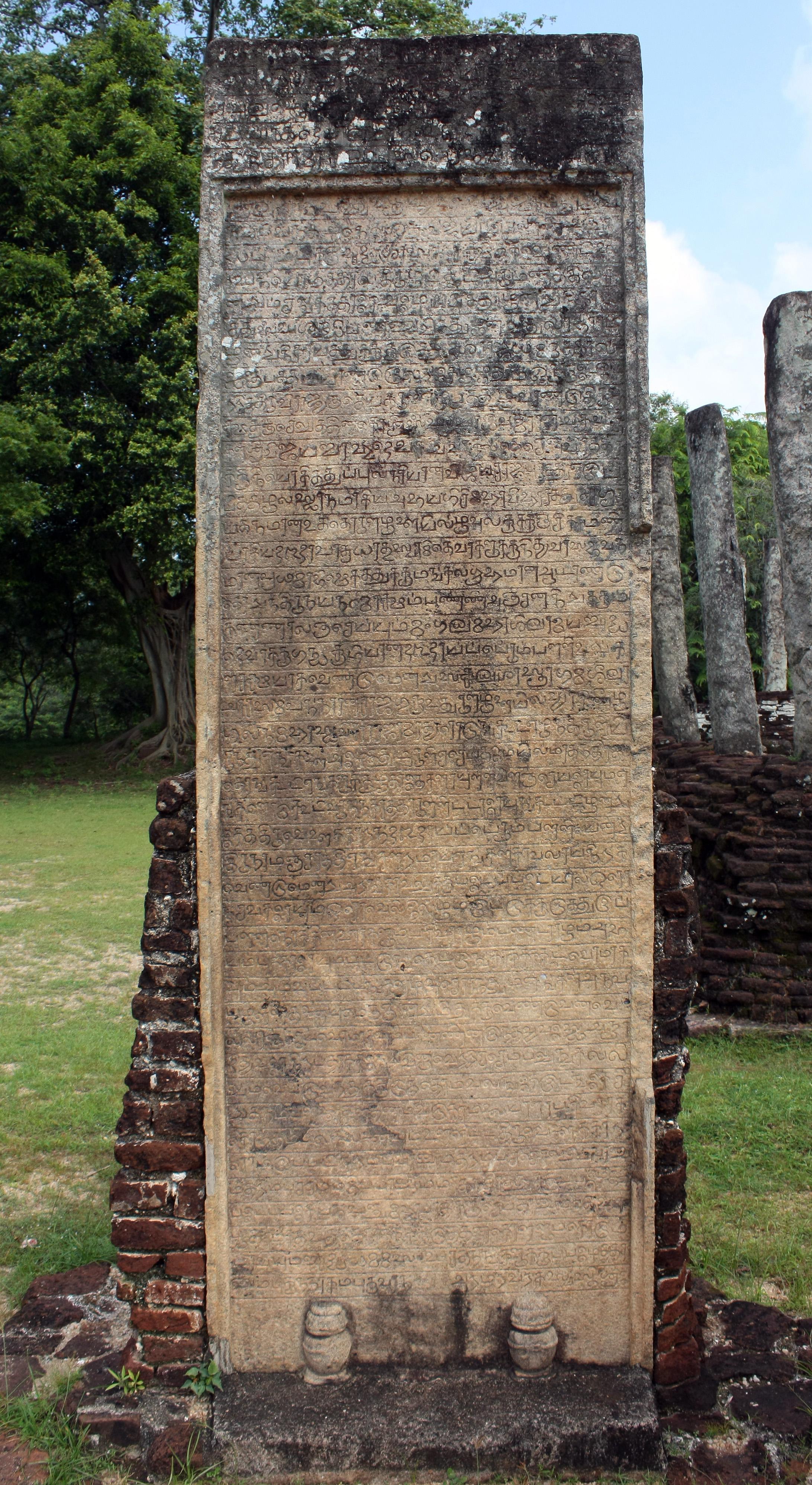
비자야바후 1세의 폴론나루와 벨라이카라 (타밀어) 비문

## 같이 보기
- 폴론나루와 시대
- 스리랑카 군주 목록
- 칼링가 (역사적 지역)
- 시리 파라쿰

### 설명주
1. ↑  촐라 점령기인 1015년~1044년 사이에 건설된 폴론나루와의 가장 오래된 힌두 신사 중 하나로 여겨진다.[22]
2. ↑  비자야 왕자와 싱할라족 선조들의 출생지.
3. ↑  아누라다푸라와 자프나 사이의 땅
4. ↑  이 마하밤사 버전은 폴론나루와 시대에 작성되었으며, 쿨라밤사의 내용을 포함한다.
5. ↑  마가는 패배하고 그의 군대는 폴론나루와를 버렸지만, 비자야바후는 군대의 약화를 초래할 수 있는 자프나 침략을 더 이상 하지 않기로 결정했다.

### 참조주
1. ↑  De Silva, 101쪽.
2. ↑  De Silva, 58쪽.
3. ↑  Wright 1999, 37쪽.
4. ↑  Balasubrahmanyam 1971, 255쪽.
5. ↑  Sri Lanka in Early Indian Inscriptions. p. 5
6. ↑  Sastry, Nilakanda. 《The Colas Vol 2》. 103–104쪽.
7. 1 2  Aiyangar 1991, 3–10, 42, 105쪽.
8. 1 2  de Silva 2005, 91–92쪽.
9. 1 2  Spencer 1976, 416쪽.
10. 1 2 3  Sastri 1935, 199–200쪽.
11. 1 2 3  Spencer 1976, 417쪽.
12. ↑  de Silva 2005, 741쪽.
13. ↑  de Silva 2005, 81-2쪽.
14. 1 2 3  de Silva 2005, 82쪽.
15. ↑  Codrington 1926, 57쪽.
16. ↑  Lambert 2014.
17. ↑  Sastri 1935, 172–173쪽.
18. ↑  Bokay 1966, 93–95쪽.
19. ↑  de Silva 2005, 96쪽.
20. ↑  de Silva 2005, 92쪽.
21. 1 2  de Silva 2005, 99쪽.
22. ↑  de Silva 2005, 105쪽.
23. 1 2  de Silva 2005, 83쪽.
24. ↑  de Silva 2005, 93쪽.
25. 1 2  Herath 2002, 19쪽.
26. 1 2 3 4 5  de Silva 2005, 84쪽.
27. ↑  International Lake Environment Committee 2011.
28. 1 2  ParakramaBahu I: 1153 - 1186 Eighth massa 2019.
29. ↑  Codrington 1926, 64쪽.
30. ↑  Codrington 1926, 65쪽.
31. 1 2 3 4 5 6  de Silva 2005, 85쪽.
32. 1 2  Codrington 1926, 67쪽.
33. 1 2  Indrapala 1969, 16쪽.
34. 1 2  de Silva 2005, 87쪽.
35. ↑  Codrington 1926, 76쪽.
36. ↑  de Silva 2005, 110쪽.
37. ↑  Manchanayake & Bandara 1999, 4쪽.
38. ↑  Yapa 2010.
39. ↑  Finegan 1989, 468쪽
40. ↑  Robert, 224–225쪽.
41. ↑  Paranavitana & Nicolas 1961, 204–205쪽.
42. ↑  Barnes & Parkin 2015.
43. ↑  Mendis 1996, 248쪽.
44. ↑  Siriweera 2002, 174쪽.
45. ↑  Siriweera 2002, 285쪽.
46. ↑  Edirisuriya, C., 《Parakramabahu I》
47. ↑  Richard, S. 《Sri Lanka》. 228쪽.
48. ↑  The Maritime Frontier of Burma: Exploring Political, Cultural and Commercial Interaction in the Indian Ocean World, 1200-1800. p. 43
49. ↑  Obesekara, 38쪽.
50. ↑  Wijesekera 1984, 176쪽.
51. ↑  Rambukwelle 1993, 136, 163쪽.
52. ↑  Corrington 1926, 67쪽.
53. ↑  Harvey 1925, 55쪽.

## 참고 문헌
- Aiyangar, Krishnaswami S. (1991). 《South India and Her Muhammadan Invaders》. Asian Educational Services. ISBN 978-81-206-0536-7.
- Bokay, Mon (1966). 《Relations between Ceylon and Burma in the 11th Century A.D》. 《Artibus Asiae. Supplementum》 23 (JSTOR). 93–95쪽. doi:10.2307/1522637. JSTOR 1522637.
- Codrington, H. W. (1926). 《A Short History Of Ceylon》. London: 맥밀런 출판사.
- de Silva, K. M. (1981). 《A History of Sri Lanka》. 캘리포니아 대학교 출판부. ISBN 9780520043206.
- de Silva, K. M. (2005). 《A History of Sri Lanka》. Colombo: Vijitha Yapa Publications. ISBN 9789558095928.
- Deraniyagala, S. U. (December 1992). 《The Prehistory of Sri Lanka: An Ecological Perspective》 1판. Department of Archaeological Survey, Government of Sri Lanka. ISBN 9789559159001.
- Herath, R. B. (2002). 《Sri Lankan Ethnic Crisis: Towards a Resolution》. 트래퍼드 퍼블리싱. ISBN 9781553697930.
- Indrapala, K. (1969). 《Early Tamil Settlements in Ceylon.》. 《The Journal of the Ceylon Branch of the Royal Asiatic Society of Great Britain & Ireland》 13 (JSTOR). 43–63쪽. JSTOR 43483465.
- Nicholas, Cyril Wace; Paranavitana, Senerat (1961). 《A Concise History of Ceylon: From the Earliest Times to the Arrival of the Portuguese in 1505》. Ceylon University Press.
- Parker, Henry (1909). 《Ancient Ceylon》. London: Luzac & Co.
- Peebles, Patrick (2006). 《The History of Sri Lanka》. 그린우드 출판 그룹. ISBN 9780313332050.
- Sastri, K. A (1935). 《The CōĻas》. Madras: 마드라스 대학교.
- Senaveratna, John M. (1930). 《The Story of the Sinhalese from the Most Ancient Times Up to the End of "the Mahavansa" Or Great Dynasty: Vijaya to Maha Sena, B.C. 543 to A.D.302》. Colombo: W. M. A. Wahid & Bros. ISBN 9788120612716.
- Siriweera, W. I. (2002). 《History of Sri Lanka: From Earliest Times Up to the Sixteenth Century》. Dayawansa Jayakody & Company. ISBN 9789555512572.
- Spencer, George W. (May 1976). eleventhcentury-ceylon/926938631DA4BF69B0DED43421E08658 《The Politics of Plunder: The Cholas in Eleventh-Century Ceylon》 |url= 값 확인 필요 (도움말). 《The Journal of Asian Studies》 (영어) 35. 405–419쪽. doi:10.2307/2053272. ISSN 1752-0401. JSTOR 2053272. S2CID 154741845.

- Balasubrahmanyam, S. R. (1971). 《Early Chola Temples: Parantaka I to Rajaraja I, A.D. 907-985》. Orient Longman.
- Barnes, Ruth; Parkin, David (2015). 《Ships and the Development of Maritime Technology on the Indian Ocean》. India: Routledge. ISBN 978-1-317-79343-4.
- Corrington, H.W (1926). 《A Short History of Ceylon》. London: Macmillian publishers.
- Fernando, M.; Pieris, M. (1973). 《History of Ceylon (Sri Lanka)》.
- Finegan, Jack (1989). 《An Archaeological History of Religions of Indian Asia》. Paragon. ISBN 0-913729-43-4.
- Haraprasad Ray, 편집. (2007). 《Studies on India, China, and South East Asia: Posthumous Papers of Prof. Adhir Chakravarti》. RNB. ISBN 978-81-87661-39-9.
- Harvey, Godfrey Eric (1925). 《History of Burma from the Earliest Times to 10 March 1824》. London: Longmans.
- Keuneman, Hubert (1983).  Gottberg, John; Anthonis, Ravindralal, 편집. 《Sri Lanka》. Apa Productions. ISBN 978-9971-925-22-2.
- Manchanayake, Palitha; Bandara, M. (1999). 《Water Resources of Sri Lanka》. National Science Foundation. ISBN 978-955-590-008-9.
- Mendis, G. C. (December 1996). 《The Early History of Ceylon and Its Relations with India and Other Foreign Countries》. Asian Educational Services. ISBN 978-81-206-0209-0.
- Obesekara. 《Heritage of Sri Lanka》.
- Paranavitana, Senarat; Nicolas, C. (1961). 《A Concise History of Ceylon》. Colombo: Ceylon University Press. OCLC 465385.
- Rambukwelle, P. B. (1993). 《Commentary on Sinhala Kingship: Vijaya to Kalinga Magha》. P.B. Rambukwelle. ISBN 978-955-95565-0-3.
- Robert, R. 《A history of Early Southeast Asia》.
- Wijesekera, Nandadeva (1984). 《Heritage of Sri Lanka》 (영어). Archaeological Society of Sri Lanka.
- Wright, Arnold (1999). 《Twentieth Century Impressions of Ceylon: Its History, People, Commerce, Industries, and Resources》. Asian Educational Services. ISBN 978-81-206-1335-5.
- Yapa (2010). 《Sri Lanka》. Imgram Publications.

## 더 읽어보기
- Briggs, P. (2018). 《Sri Lanka》. Bradt Travel Guides.
- Sein, M. 《Burma》.
- von Schroeder, Ulrich. (1990). Buddhist Sculptures of Sri Lanka. (752 p.; 1620 illustrations). Hong Kong: Visual Dharma Publications, Ltd. ISBN 962-7049-05-0
- von Schroeder, Ulrich. (1992). The Golden Age of Sculpture in Sri Lanka - Masterpieces of Buddhist and Hindu Bronzes from Museums in Sri Lanka, [catalogue of the exhibition held at the Arthur M. Sackler Gallery, Washington, D. C., 1 November 1992 – 26 September 1993]. Hong Kong: Visual Dharma Publications, Ltd. ISBN 962-7049-06-9